# Ліненсе
«Ліненсе» (порт.-браз. Clube Atlético Linense) — бразильський футбольний клуб, який представляє місто Лінс штату Сан-Паулу. У 2016 році клуб виступав у Серії D Бразилії.

## Історія
Клуб заснований 12 червня 1927 року, домашні матчі проводить на арені «Жилбертан», що вміщує 15 770 глядачів. У чемпіонаті штату Сан-Паулу клуб більшу частину своєї історії виступав у нижчих дивізіонах. Двічі у своїй історії «Ліненсе» перемагав у другому дивізіоні Ліги Пауліста. У 2008 році клуб грав у Серії С чемпіонату Бразилії і посів 44-те місце з 63 команд. У 2016 році клуб дебютував у Серії D чемпіонату Бразилії і зайняв 21-е місце з 68 команд. Крім футбольної команди у клубі є і професійна баскетбольна команда.

## Досягнення
- Переможець другого дивізіону Ліги Пауліста (2): 1952, 2010
- Володар Кубка Пауліста (1): 2015

## Відомі гравці
- Алваро
- Гін
- Лейвинья
- Марсело
- Веллінгтон Монтейро
- Бруно Пероне
- Полоцці
- Родріго Тіуі
- Тьяго Шумахер
- Рікарду Алвес Перейра